# Collégiale Notre-Dame-de-l'Assomption de Milly-la-Forêt
Pour les articles homonymes, voir Église Notre-Dame-de-l'Assomption.
La collégiale Notre-Dame-de-l'Assomption est une collégiale paroissiale de culte catholique, dédiée à l'Assomption de la Vierge Marie, située dans la commune française de Milly-la-Forêt et le département de l'Essonne.

## Situation
| \| Localisation de la collégiale Notre-Dame-de-l'Assomption dans l'Essonne. · Collégiale Notre-Dame-de-l'Assomption \| Localisation de la collégiale Notre-Dame-de-l'Assomption dans l'Essonne. |
| Localisation de la collégiale Notre-Dame-de-l'Assomption dans l'Essonne. · Collégiale Notre-Dame-de-l'Assomption                                                                                |

La collégiale Notre-Dame-de-l'Assomption est implantée à proximité du centre-ville de Milly-la-Forêt et du château de la Bonde, sur la rive droite de la rivière l'École, en bordure de l'ancien tracé de la route départementale 837 qui prend l'appellation de Rue Langlois.

## Historique
Une chapelle attenante au château fut élevée au XIIe siècle. Au siècle suivant, elle fut érigée en collégiale et le clocher surélevé.
Durant la guerre de Cent Ans, elle fut ruinée comme le reste de la ville en 1356 puis en 1371. Louis Malet de Graville qui devint seigneur du lieu en 1480 engagea sa reconstruction dans un style gothique. Le chœur et la nef furent inaugurés en 1495.
En 1630 fut ajoutée la chapelle de la Vierge puis le bas-côté droit en 1633, la même année que le portail récupéré de l'église Saint-Pierre, construite en 667 sur la rive gauche de l'École.
Le 6 mars 1926, l'église fut inscrite aux monuments historiques.

## Description
Le portail principal ogival en calcaire de style roman fut récupéré de l'ancienne église Saint-Pierre dans les faubourgs de Milly. Il est orné par de multiples tores. Le clocher culmine à cinquante-sept mètres, sa base est la seule partie subsistante de la chapelle du château du XIIe siècle, et les étages supérieurs sont contemporains de la collégiale du XIIIe siècle.
Une Vierge à l'Enfant en bois polychrome de cent soixante centimètres est présente dans la nef, elle est classée aux monuments historiques depuis 1911. Le reliquaire de Saint Wulfram, abrite les restes de l'évangélisateur de la Frise, archevêque de Sens. Un lutrin en chêne de cent cinquante centimètres d'époque Louis XI subsiste, il est décoré d'un aigle symbolisant Saint Jean. Il porte les armes des familles Perrault, Saint-Aulaire et Marle et est inscrit aux monuments historiques depuis 1972. Trente six miséricordes en chêne sont disposées dans le chœur, elles servaient aux chanoines séculiers, sculptées au XVe siècle, elles sont classées depuis 1912. Des lustres en bronze du XIXe siècle sont eux classés depuis 1975.

## Galerie

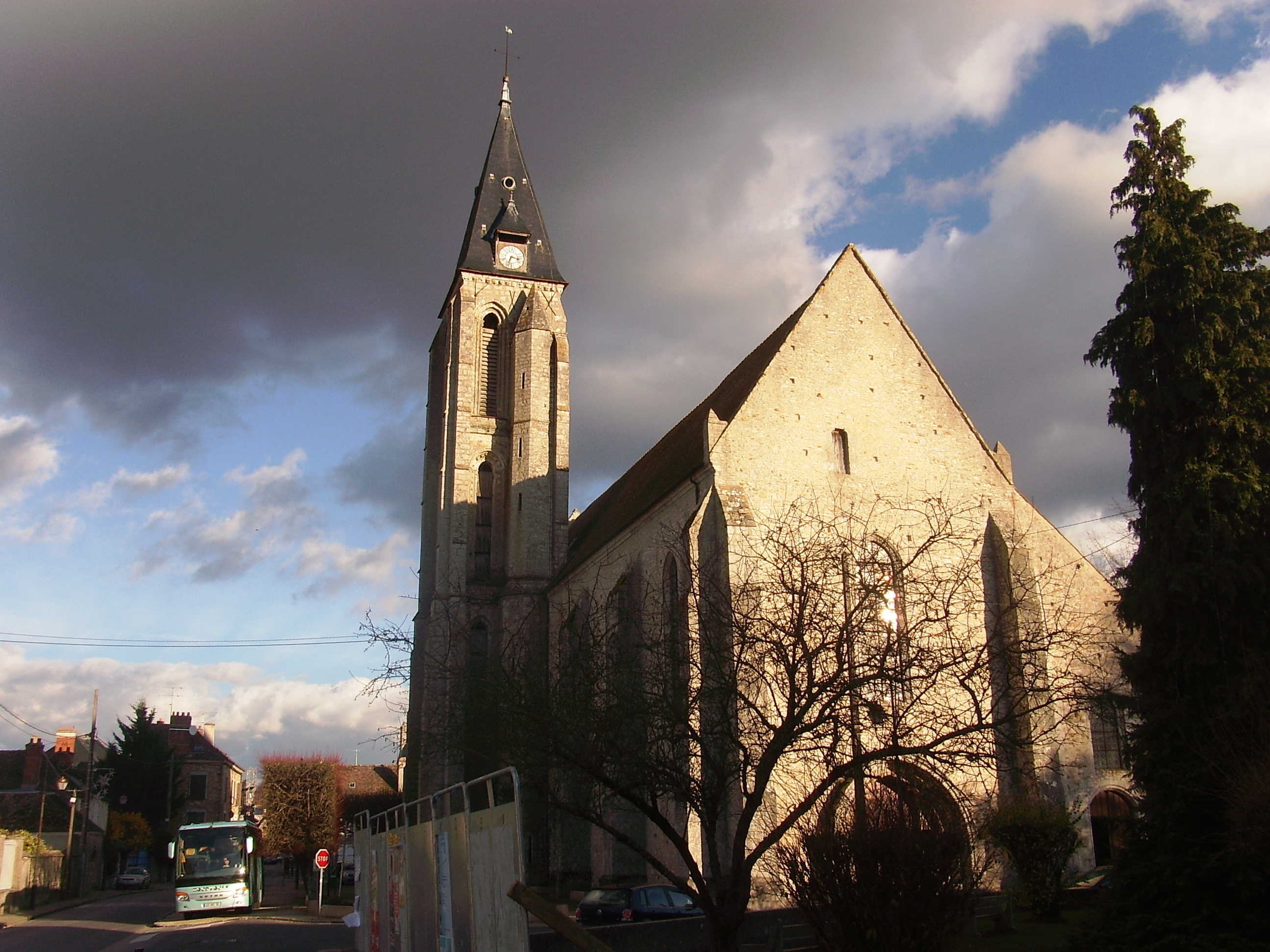
La collégiale depuis l'École.
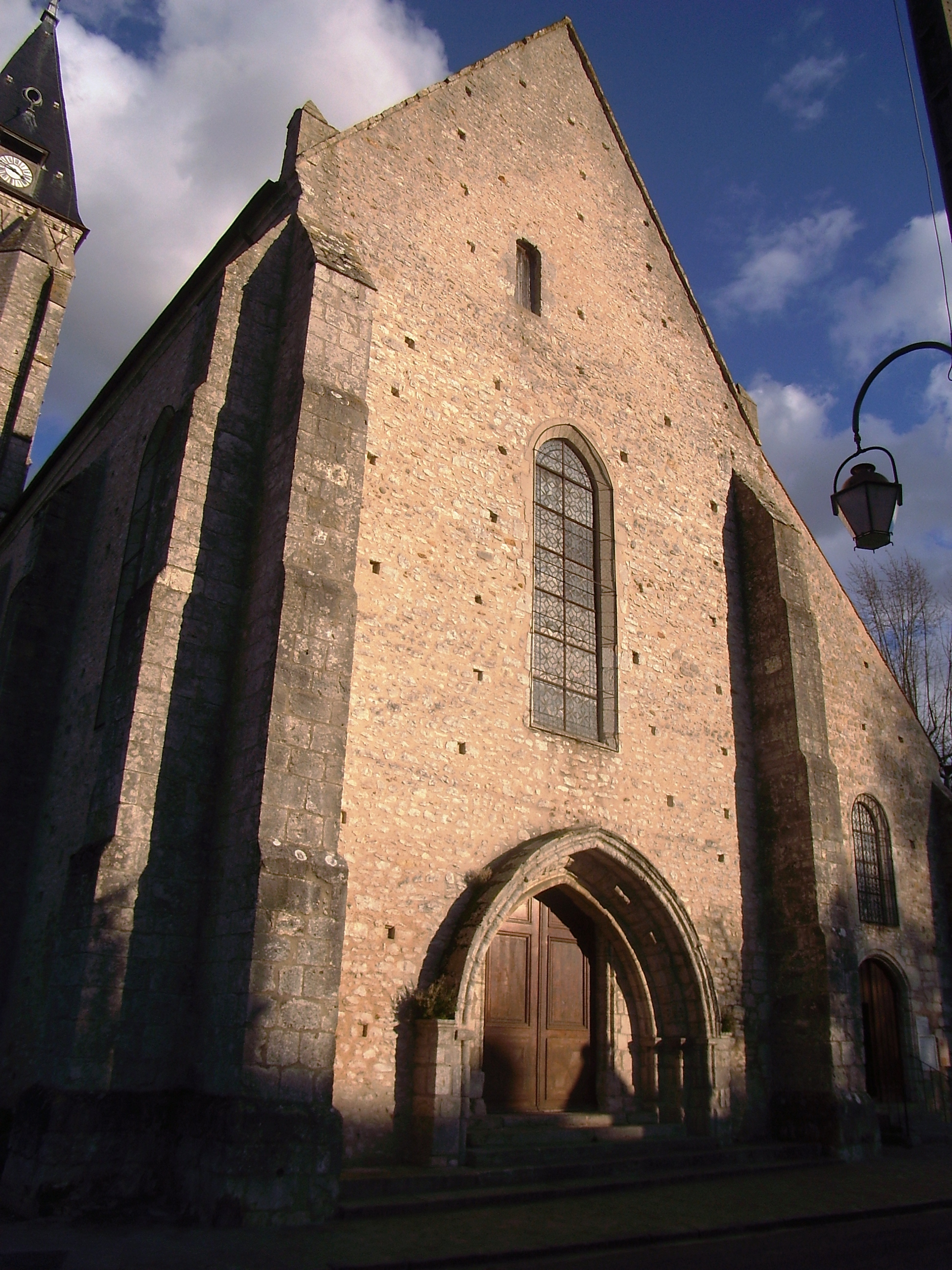
La façade occidentale.
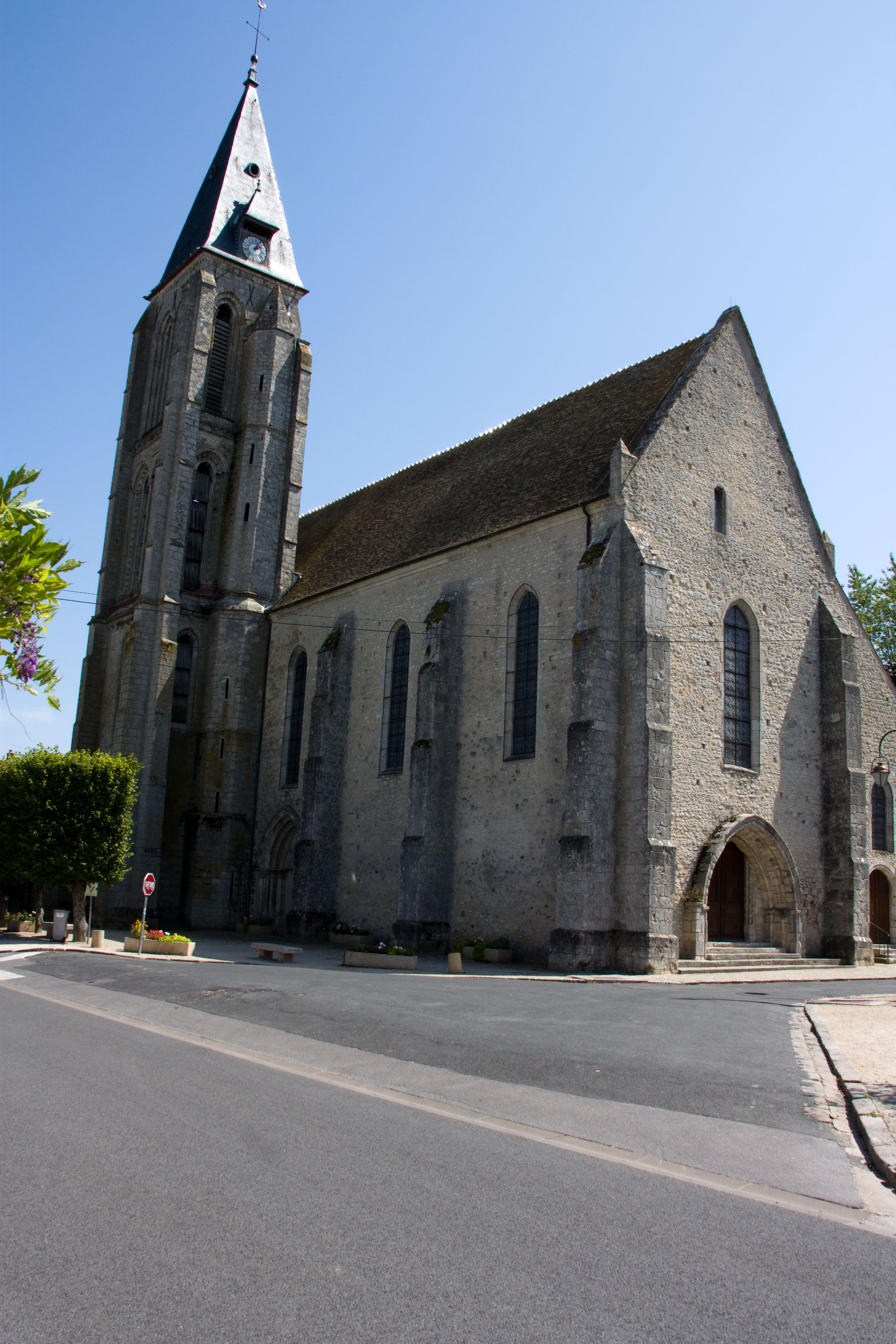
Autre vue de la collégiale depuis la rue.

## Pour approfondir

## Sources
1. ↑  Histoire de la collégiale sur le site topic-topos.com Consulté le 23/11/2008.
2. ↑  « Eglise », notice no PA00087958, sur la plateforme ouverte du patrimoine, base Mérimée, ministère français de la Culture Consulté le 23/11/2008.
3. ↑  Présentation du portail Saint-Pierre sur le site topic-topos.com Consulté le 23/11/2008.
4. ↑  Présentation de la vierge à l'enfant de Milly sur le site topic-topos.com Consulté le 23/11/2008.
5. ↑  Fiche de la statue de la Vierge à l'Enfant sur la base Palissy du ministère de la Culture. Consulté le 23/11/2008.
6. ↑  Présentation du reliquaire Saint-Wulfram sur le site topic-topos.com Consulté le 23/11/2008.
7. ↑  Présentation du lutrin de Milly sur le site topic-topos.com Consulté le 23/11/2008.
8. ↑  Fiche du lutrin sur la base palissy du ministère de l'Intérieur. Consulté le 23/11/2008.
9. ↑  Présentation des miséricordes sur le site topic-topos.com Consulté le 23/11/2008.
10. ↑  Fiche des stalles sur la base Palissy du ministère de la Culture. Consulté le 23/11/2008.
11. ↑  Fiche des lustres sur la base Palissy du ministère de la Culture. Consulté le 23/11/2008.